# Wibelia multifida
Wibelia multifida là một loài dương xỉ trong họ Davalliaceae. Loài này được Bernh. mô tả khoa học đầu tiên năm 1800.
Danh pháp khoa học của loài này chưa được làm sáng tỏ. 